# Conducător
Conducător —en rumano traducido literalmente como: «conductor»— fue el título oficial usado en dos ocasiones por políticos rumanos, y anteriormente por el rey Carlos II.

## Historia
La palabra deriva del verbo rumano a conduce, que a su vez proviene del latín ducere —«conducir, guiar»—, similar a términos como Dux, Duque, Duce y Dogo. Su significado también es paralelo a otros títulos, como Führer en la Alemania nazi, Caudillo en la España franquista y Vozhd en la Unión Soviética estaliniana.
Fue empleado por primera vez como un título adicional por el rey Carlos II durante los últimos años del régimen del Frente de Renacimiento Nacional, y poco después nuevamente empleado por el mariscal Ion Antonescu, en cuanto este asumió los poderes dictatoriales después del 14 de septiembre de 1940. Teóricamente, Antonescu era el Primer ministro y el rol de jefe de Estado estaba ostentado por el rey Miguel, aunque el poder real estaba en manos de Antonescu. De acuerdo con el historiador Adrian Cioroianu, a pesar del uso del término, Antonescu prefería resaltar las conexiones con la Alemania nazi, y después de la caída de la Guardia de Hierro del gobierno de coalición que dirigía —el llamado Estado Nacional Legionario—, estableció un régimen personalista.
El título volvió a ser recuperado durante el régimen comunista de Rumania por el presidente Nicolae Ceaușescu, que comienza en el período posterior a 1968, en un período en que el Partido Comunista Rumano aumentó considerablemente en militancia, pero decreció en importancia por el aumento del culto a la personalidad de Ceaușescu. El término fue usado en paralelo con el menos común cârmaci —«timonel»—, tomando a su vez retóricas similares de estados comunistas como Corea del Norte y la China maoísta. Mientras que las referencias al partido como la «vanguardia de la clase obrera» cayeron en el desuso, el poder se centró en las prerrogativas de Ceauşescu para emitir órdenes al aparato político.
La elección del vocablo también tenía por objeto destacar una conexión simbólica con los príncipes de Valaquia y Moldavia, aunque también se llegó a comparar la conexión entre Ceaușescu y los líderes de Dacia en la antigüedad. A partir de un modelo aplicado a la totalidad de Bloque del Este el politólogo polaco Andrzej Korbonski, que diferenciaba dos tipos de directorios comunistas entre los primus inter pares —dirección colectiva— y primus —dirección personal—, el politólogo rumano Cioroianu concluyó que la elección de Rumania por esta última alternativa se basó posiblemente en la tradición política local. Desde el puesto de vista de Cioroianu, el sistema de poder de Ceauşescu obtuvo su otra gran fuente de legitimidad a través del clientelismo político —a resultas de lo que él mismo llamó un «sistema político orbital»—.

## Influencia
Numerosos autores serbios han alegado en varias ocasiones que el político croata Ivan «Stevo» Krajačić, miembro de la Liga de los Comunistas de Croacia en la Yugoslavia comunista y confidente del presidente Josip Broz Tito, fue un decidido activista por la independencia croata. Entre otras alegaciones, Krajačić fue acusado de haber adoptado el sobrenombre de «Conducător del separatismo», como un elogio a la postura dictatorial de Ceauşescu.